# Gewöhnliche Berg-Strumpfbandnatter
Die Gewöhnliche Berg-Strumpfbandnatter (Thamnophis elegans elegans) zählt zur Gattung der Strumpfbandnattern (Thamnophis). Sie ist die Nominatform von sechs Unterarten der Berg-Strumpfbandnatter.

## Merkmale
Weibchen werden rund 110 cm lang, Männchen selten mehr als 60 cm.
Wie alle Strumpfbandnanntern sind sie lebendgebärend.

## Verbreitung
Sie ist im Westen Kanadas in British Columbia, Saskatchewan und Alberta beheimatet und in den USA in den Bundesstaaten Washington, Nevada sowie im Nordwesten New Mexicos.
Sie kommt im Bergland, aber auch in Tälern vor.
Häufig ist diese Bergstrumpfbandnatter in der Nähe von Gewässern oder Feuchtgebieten zu finden.